# Zweden op de Olympische Zomerspelen 2016
Zweden nam deel aan de Olympische Zomerspelen 2016 in Rio de Janeiro, Brazilië. De selectie bestond uit 152 sporters die in 22 olympische sportdisciplines uitkwamen. Vlaggendrager bij de opening was Therese Alshammar; wielrenster Emma Johansson droeg de Zweedse vlag bij de sluitingsceremonie.
De Zweedse ploeg, de grootste sinds Atlanta 1996, won voor de 27ste keer op rij ten minste één medaille op de Olympische Zomerspelen. In totaal wonnen de Zweden elf medailles, waarvan twee goud, zes zilver en drie brons. Acht van de elf medailles werden gewonnen door vrouwen, die ook een meerderheid vormden in de olympische ploeg. Zwemster Sarah Sjöström won goud op de 100 meter vlinderslag, met een nieuw wereldrecord. Ze was de eerste Zweedse zwemster die olympisch goud won. Ook mountainbikester Jenny Rissveds won een gouden medaille. Zij won de vrouwenwedstrijd in het mountainbiken. Een van de overige negen medailles werd gewonnen door het Zweeds voetbalelftal. Zij verloren op 19 augustus de finale van het toernooi van Duitsland (1–2).

## Medailleoverzicht
| Sport        | Olympiër                   | Onderdeel                      | Medaille |
| ------------ | -------------------------- | ------------------------------ | -------- |
| Wielersport  | Jenny Rissveds             | mountainbike (v)               | Goud     |
| Zwemmen      | Sarah Sjöström             | 100 m vlinderslag (v)          | Goud     |
| Golf         | Henrik Stenson             | mannen                         | Zilver   |
| Paardensport | Peder Fredricson op All In | springconcours                 | Zilver   |
| Schietsport  | Marcus Svensson            | skeet (m)                      | Zilver   |
| Voetbal      | olympisch team             | vrouwen                        | Zilver   |
| Wielersport  | Emma Johansson             | wegwedstrijd (v)               | Zilver   |
| Zwemmen      | Sarah Sjöström             | 200 m vrije slag (v)           | Zilver   |
| Worstelen    | Sofia Mattsson             | bantamgewicht (–53 kg) (v)     | Brons    |
| Worstelen    | Anna Jenny Fransson        | lichtzwaargewicht (–69 kg) (v) | Brons    |
| Zwemmen      | Sarah Sjöström             | 100 m vrije slag (v)           | Brons    |

## Deelnemers
(m) = mannen, (v) = vrouwen, (g) = gemengd

### Atletiek
| Olympiër               | Discipline               | Resultaat    | Prestatie                                                            |
| ---------------------- | ------------------------ | ------------ | -------------------------------------------------------------------- |
| Perseus Karlström      | 20 km snelwandelen (m)   | DNF          | DNF                                                                  |
| Michel Tornéus         | verspringen (m)          | 26e          | kwalificaties: 7,65 m (26e)                                          |
| Melker Svärd Jacobsson | polsstokhoogspringen (m) | DNS          | DNS                                                                  |
| Daniel Ståhl           | discuswerpen (m)         | 14e          | kwalificaties: 62,26 m (14e)                                         |
| Axel Härstedt          | discuswerpen (m)         | 10e          | kwalificaties: 63,58 m (7e) finale: 62,12 m (10e)                    |
| Kim Amb                | speerwerpen (m)          | 17e          | kwalificaties: 80,49 m (17e)                                         |
|                        |                          |              |                                                                      |
| Lovisa Lindh           | 800 m (v)                | halve finale | series: 2:00.04 (2e) halve finale: 1:59.41 (4e)                      |
| Meraf Bahta            | 5000 m (v)               | 6e           | series: 4:06.82 (5e) halve finale: 4:06.41 (5e) finale: 4:12.59 (6e) |
| Sarah Lahti            | 10.000 m (v)             | 12e          | 31:28.43 (12e, NR)                                                   |
| Susanna Kallur         | 100m horden (v)          | series       | series: 13.04 (5e)                                                   |
| Charlotta Fougberg     | 3000 m steeplechase (v)  | series       | series: 9:31.16 (8e)                                                 |
| Khaddi Sagnia          | verspringen (v)          | 27e          | kwalificaties: 6,25 m (27e)                                          |
| Erika Kinsey           | hoogspringen (v)         | 29e          | kwalificaties: 1,85 m (29e)                                          |
| Sofie Skoog            | hoogspringen (v)         | 7e           | kwalificaties: 1,94 m (7e) finale: 1,93 m (7e)                       |
| Angelica Bengtsson     | polsstokhoogspringen (v) | 14e          | kwalificaties: 4,55 m (14e)                                          |
| Michaela Meijer        | polsstokhoogspringen (v) | 17e          | kwalificaties: 4,45 m (17e)                                          |

### Badminton
| Olympiër         | Discipline    | Resultaat  | Prestatie                                                                               |
| ---------------- | ------------- | ---------- | --------------------------------------------------------------------------------------- |
| Henri Hurskainen | enkelspel (m) | groepsfase | groepsfase won van Lino Muñoz (21–12, 21–11) verloor van Srikanth Kidambi (6–21, 18–21) |

### Boksen
| Olympiër          | Discipline | Resultaat    | Prestatie                                        |
| ----------------- | ---------- | ------------ | ------------------------------------------------ |
| Anna Laurell Nash | –75 kg (v) | eerste ronde | eerste ronde verloor van Savannah Marshall (0–3) |

### Boogschieten
| Olympiër             | Discipline      | Resultaat    | Prestatie |
| -------------------- | --------------- | ------------ | --- |
| Christine Bjerandaal | individueel (v) | tweede ronde | plaatsingsronde: 611 punten (47e) eerste ronde won van Ana Rendón (6–2) tweede ronde verloor van Kang Un-ju (2–6) |

### Gewichtheffen
| Olympiër      | Discipline | Resultaat | Prestatie                                                      |
| ------------- | ---------- | --------- | -------------------------------------------------------------- |
| Angelica Roos | –58 kg (v) | 12e       | trekken: 84 kg (13e) stoten: 110 kg (11e) totaal: 194 kg (12e) |

### Golf
| Olympiër          | Discipline | Resultaat | Prestatie                        |
| ----------------- | ---------- | --------- | -------------------------------- |
| David Lingmerth   | mannen     | 11e       | totaal: 278 punten (par −6, 11e) |
| Henrik Stenson    | mannen     | Zilver    | totaal: 270 punten (par −14, 2e) |
|                   |            |           |                                  |
| Pernilla Lindberg | Vrouwen    | 31e       | totaal: 286 punten (par +2, 31e) |
| Anna Nordqvist    | Vrouwen    | 11e       | totaal: 278 punten (par –6, 11e) |

### Gymnastiek
| Olympiër     | Discipline               | Resultaat | Prestatie                                                                                                 |
| ------------ | ------------------------ | --------- | --- |
| Emma Larsson | meerkamp individueel (v) | 35e       | kwalificaties sprong: 14,066 brug ongelijk: 12,766 balk: 14,000 vloer: 13,500 totaal: 54,332 punten (35e) |

### Handbal

#### Mannen
| Olympiër | Discipline | Resultaat  | Prestatie |
| --- | ---------- | ---------- | --------- |
| Mattias Andersson Mikael Appelgren Fredrik Petersen Jerry Tollbring Mattias Zachrisson Andreas Nilsson Jesper Nielsen Jonathan Stenbäcken Philip Stenmalm Lukas Nilsson Jim Gottfridsson Kim Andersson Johan Jakobsson Tobias Karlsson | mannen     | groepsfase | zesde     |

| № | Land      | Wedstrijden | Wedstrijden | Wedstrijden | Wedstrijden | Doelpunten | Doelpunten | Doelpunten | Punten |
| - | --------- | ----------- | ----------- | ----------- | ----------- | ---------- | ---------- | ---------- | ------ |
| № | Land      | GW          | W           | V           | G           | V          | T          | Saldo      | Punten |
| 1 | Duitsland | 5           | 4           | 1           | 0           | 153        | 141        | +12        | 8      |
| 2 | Slovenië  | 5           | 4           | 1           | 0           | 137        | 126        | +11        | 8      |
| 3 | Brazilië  | 5           | 2           | 2           | 1           | 141        | 150        | –9         | 5      |
| 4 | Polen     | 5           | 2           | 3           | 0           | 139        | 140        | –1         | 4      |
| 5 | Egypte    | 5           | 1           | 1           | 3           | 129        | 143        | –14        | 3      |
| 6 | Zweden    | 5           | 1           | 4           | 0           | 132        | 131        | +1         | 2      |

| Ronde       | Datum | Lokale tijd | MEZT           | Plaats   | Land  | Score     | Land |
| ----------- | ----- | ----------- | -------------- | -------- | ----- | --------- | ---- |
| Groepsfase  |       |             |                |          |       |           |      |
| 7 augustus  | 11:30 | 16:30       | Rio de Janeiro | Zweden   | 29–32 | Duitsland |      |
| 9 augustus  | 19:50 | 00:50       | Rio de Janeiro | Egypte   | 26–25 | Zweden    |      |
| 11 augustus | 19:50 | 00:50       | Rio de Janeiro | Slovenië | 29–24 | Zweden    |      |
| 13 augustus | 19:50 | 00:50       | Rio de Janeiro | Zweden   | 24–25 | Polen     |      |
| 15 augustus | 16:40 | 21:40       | Rio de Janeiro | Zweden   | 30–19 | Brazilië  |      |

#### Vrouwen
| Olympiër | Discipline | Resultaat   | Prestatie     |
| --- | ---------- | ----------- | ------------- |
| Filippa Idéhn Johanna Bundsen Louise Sand Nathalie Hagman Michaela Ek Linn Blohm Frida Tegstedt Jenny Alm Jamina Roberts Linnea Torstenson Isabelle Gulldén Hanna Blomstrand Carin Strömberg Sabina Jacobsen Angelica Wallén | vrouwen    | kwartfinale | zie hieronder |

| № | Land       | Wedstrijden | Wedstrijden | Wedstrijden | Wedstrijden | Doelpunten | Doelpunten | Doelpunten | Punten |
| - | ---------- | ----------- | ----------- | ----------- | ----------- | ---------- | ---------- | ---------- | ------ |
| № | Land       | G           | W           | G           | V           | V          | T          | Saldo      | Punten |
| 1 | Rusland    | 5           | 5           | 0           | 0           | 165        | 147        | +18        | 10     |
| 2 | Frankrijk  | 5           | 4           | 0           | 1           | 118        | 93         | +25        | 8      |
| 3 | Zweden     | 5           | 2           | 1           | 2           | 150        | 141        | +9         | 5      |
| 4 | Nederland  | 5           | 1           | 2           | 2           | 135        | 135        | 0          | 4      |
| 5 | Zuid-Korea | 5           | 1           | 1           | 3           | 130        | 136        | −6         | 3      |
| 6 | Argentinië | 5           | 0           | 0           | 5           | 101        | 147        | −46        | 0      |

| Ronde       | Datum       | Lokale tijd | MEZT           | Plaats         | Land   | Score      | Land      |
| ----------- | ----------- | ----------- | -------------- | -------------- | ------ | ---------- | --------- |
| Groepsfase  |             |             |                |                |        |            |           |
| 6 augustus  | 21:50       | 01:50       | Rio de Janeiro | Zweden         | 31−21  | Argentinië |           |
| 8 augustus  | 09:30       | 14:30       | Rio de Janeiro | Zuid-Korea     | 28−31  | Zweden     |           |
| 10 augustus | 14:40       | 19:40       | Rio de Janeiro | Rusland        | 36−34  | Zweden     |           |
| 12 augustus | 11:30       | 16:30       | Rio de Janeiro | Zweden         | 29−29  | Nederland  |           |
| 14 augustus | 11:30       | 16:30       | Rio de Janeiro | Zweden         | 25−27  | Frankrijk  |           |
| Kwartfinale | 16 augustus | 17:00       | 22:00          | Rio de Janeiro | Zweden | 20−33      | Noorwegen |

### Judo
| Olympiër       | Discipline  | Resultaat      | Prestatie |
| -------------- | ----------- | -------------- | --- |
| Robin Pacek    | –81 kg (m)  | tweede ronde   | tweede ronde verloor van Travis Stevens: yuko |
| Marcus Nyman   | –90 kg (m)  | bronzen finale | tweede ronde won van Sherali Juraev: ippon derde ronde won van Celtus Dossou Yovo: ippon kwartfinale verloor van Cheng Xunzhao: ippon herkansing won van Alexandre Iddir: ippon bronzen finale verloor van Gwak Dong-han: ippon |
| Martin Pacek   | –100 kg (m) | tweede ronde   | tweede ronde verloor van Cho Gu-ham: shido |
|                |             |                | |
| Mia Hermansson | –63 kg (v)  | tweede ronde   | tweede ronde verloor van Edwige Gwend: ippon |

### Kanovaren
| Olympiër                        | Discipline    | Resultaat | Prestatie                                                                 |
| ------------------------------- | ------------- | --------- | ------------------------------------------------------------------------- |
| Isak Öhrström                   | K-1 (m)       | 15e       | series: 91.43 (13e) halve finale: 156.77 (15e)                            |
| Petter Menning                  | K-1 200 m (m) | 10e       | series: 35.264 (5e) halve finale: 34.995 (6e) B-finale: 37.104 (2e)       |
|                                 |               |           |                                                                           |
| Linnea Stensils                 | K-1 200 m (v) | 7e        | series: 40.828 (2e) halve finale: 41.245 (2e) finale: 41.293 (7e)         |
| Karin Johansson Sofia Paldanius | K-2 500 m     | 9e        | series: 1:46.456 (7e) halve finale: 1:44.090 (4e) B-finale: 1:47.207 (1e) |

### Paardensport

#### Dressuur
| Olympiër                                                                | Discipline  | Resultaat          | Prestatie |
| ----------------------------------------------------------------------- | ----------- | ------------------ | --- |
| Patrik Kittel                                                           | individueel | 16e                | Grand Prix: 74,586 punten (22e) Grand Prix Special: 73,866 punten (18e) Grand Prix Freestyle: 76,018 punten (16e) |
| Mads Hendeliotwitz                                                      | individueel | Grand Prix Special | Grand Prix: 71,771 punten (29e) Grand Prix Special: 71,681 punten (29e)                                           |
| Juliette Ramel                                                          | individueel | Grand Prix Special | Grand Prix: 74,943 punten (19e) Grand Prix Special: 72,045 punten (28e)                                           |
| Tinne Vilhelmson-Silfvén                                                | individueel | 8e                 | Grand Prix: 76,414 punten (11e) Grand Prix Special: 77,199 punten (7e) Grand Prix Freestyle: 81,535 punten (8e)   |
| Mads Hendeliowitz Patrik Kittel Juliette Ramel Tinne Vilhelmson-Silfvén | team        | 5e                 | Grand Prix: 75,319 punten (5e) Grand Prix Special: 74,370 punten (5e) totaal: 74,845 punten (5e)                  |

#### Eventing
| Olympiër                                                                 | Discipline  | Resultaat | Prestatie |
| ------------------------------------------------------------------------ | ----------- | --------- | --- |
| Linda Algotsson                                                          | individueel | 45e       | dressuur: 50,90 strafpunten (47e) crosscountry: 109,60 strafpunten (48e) springconcours 1: 4 strafpunten (45e) totaal: 164,50 strafpunten (45e)     |
| Sara Algotsson Ostholt                                                   | individueel | 36e       | dressuur: 45,30 strafpunten (19e) crosscountry: 61,20 strafpunten (37e) springconcours 1: 6 strafpunten (36e) totaal: 112,60 strafpunten (36e)      |
| Frida Andersén                                                           | individueel | DNF       | dressuur: 47,90 strafpunten (36e) crosscountry: 9,20 strafpunten (12e) springconcours 1: DNF                                                        |
| Ludwig Svennerstål                                                       | individueel | 27e       | dressuur: 51 strafpunten (48e) crosscountry: 28,40 strafpunten (26e) springconcours 1: 8 strafpunten (27e) totaal: 87,40 strafpunten (27e)          |
| Linda Algotsson Sara Algotsson Ostholt Frida Andersén Ludwig Svennerstål | team        | 11e       | dressuur: 144,20 strafpunten (10e) crosscountry: 98,90 strafpunten (7e) springconcours 1: 121,40 strafpunten (11e) totaal: 364,50 strafpunten (11e) |

#### Springconcours
| Olympiër                                                                          | Discipline  | Resultaat    | Prestatie |
| --------------------------------------------------------------------------------- | ----------- | ------------ | --- |
| Malin Baryard-Johnsson                                                            | individueel | tweede ronde | kwalificaties kwalificatieronde 1: 8 strafpunten (53e) kwalificatieronde 2: 4 strafpunten (46e) |
| Rolf-Göran Bengtsson                                                              | individueel | eerste ronde | kwalificaties kwalificatieronde 1: 16 strafpunten (64e) |
| Peder Fredricson                                                                  | individueel | Zilver       | kwalificaties kwalificatieronde 1: 0 strafpunten (1e) kwalificatieronde 2: 0 strafpunten (1e) kwalificatieronde 3: 1 strafpunt (2e) finale finaleronde A: 0 strafpunten (1e) finaleronde B: 0 strafpunten (2e)                                     |
| Henrik von Eckermann                                                              | individueel | 24e          | kwalificaties kwalificatieronde 1: 0 strafpunten (1e) kwalificatieronde 2: 4 strafpunten (15e) kwalificatieronde 3: 8 strafpunten (31e) finale finaleronde A: 4 strafpunten (16e) finaleronde B: 12 strafpunten (24e) totaal: 16 strafpunten (24e) |
| Malin Baryard-Johnsson Rolf-Göran Bengtsson Peder Fredricson Henrik von Eckermann | team        | 7e           | kwalificaties kwalificatieronde 1: 8 strafpunten (8e) kwalificatieronde 2: 8 strafpunten (7e) kwalificatieronde 3: 10 strafpunten (7e) totaal: 18 strafpunten (7e)                                                                                 |

### Roeien
| Olympiër              | Discipline | Resultaat | Prestatie |
| --------------------- | ---------- | --------- | --- |
| Anna Malvina Svennung | skiff (v)  | 15e       | series: 8:48.46 (5e) herkansing: 7:46.35 (1e) kwartfinale: 7:38.07 (4e) halve finale C/D: 8:00.41 (2e) C-finale: 7:32.54 (3e) |

### Schietsport
| Olympiër        | Discipline | Resultaat | Prestatie                                                                              |
| --------------- | ---------- | --------- | -------------------------------------------------------------------------------------- |
| Håkan Dahlby    | dubbeltrap | 18e       | kwalificaties: 121 punten (18e)                                                        |
| Stefan Nilsson  | skeet (m)  | 5e        | kwalificaties: 121 punten (3e) halve finale: 14 punten (5e)                            |
| Marcus Svensson | skeet (m)  | Zilver    | kwalificaties: 123 punten (1e, OR) halve finale: 16 punten (1e) finale: 15 punten (2e) |

### Taekwondo
| Olympiër         | Discipline | Resultaat      | Prestatie |
| ---------------- | ---------- | -------------- | --- |
| Nikita Glasnović | –57 kg (v) | bronzen finale | eerste ronde won van Caroline Marton (4−0) kwartfinale won van Suvi Mikkonen (7−4) halve finale verloor van Jade Jones (4−9) bronzen finale verloor van Kimia Alizadeh (1−5) |
| Elin Johansson   | –67 kg (v) | eerste ronde   | eerste ronde verloor van Nigora Tursunkulova (2−2SD) |

### Tafeltennis
| Olympiër                                      | Discipline    | Resultaat    | Prestatie                                                                                   |
| --------------------------------------------- | ------------- | ------------ | ------------------------------------------------------------------------------------------- |
| Pär Gerell                                    | enkelspel (m) | tweede ronde | tweede ronde verloor van Hugo Calderano (1−4)                                               |
| Kristian Karlsson                             | enkelspel (m) | derde ronde  | tweede ronde won van Wang Jianan (4−1) derde ronde verloor van Vladimir Samsonov (2−4)      |
| Pär Gerell Kristian Karlsson Mattias Karlsson | team (m)      | kwartfinale  | eerste ronde wonnen van de Verenigde Staten (3−0) kwartfinale verloren van Zuid-Korea (1−3) |
|                                               |               |              |                                                                                             |
| Matilda Ekholm                                | enkelspel (v) | derde ronde  | tweede ronde won van Jennifer Wu (4−2) derde ronde verloor van Jeon Ji-hee (1−4)            |
| Li Fen                                        | enkelspel (v) | derde ronde  | tweede ronde won van Barbora Balážová (4–3) derde ronde verloor van Li Xiaoxia (0–4)        |

### Tennis
| Olympiër        | Discipline    | Resultaat    | Prestatie                                             |
| --------------- | ------------- | ------------ | ----------------------------------------------------- |
| Johanna Larsson | enkelspel (v) | eerste ronde | eerste ronde verloor van Alizé Cornet (1–6, 6–2, 3–6) |

### Triatlon
| Olympiër    | Discipline | Resultaat | Prestatie                                                                 |
| ----------- | ---------- | --------- | ------------------------------------------------------------------------- |
| Lisa Nordén | vrouwen    | 16e       | zwemmen: 19:17 wielrennen: 1:01:18 hardlopen: 37:55 totaal: 2:00:03 (16e) |

### Voetbal

#### Mannen
| Olympiër | Discipline | Resultaat  | Prestatie |
| --- | ---------- | ---------- | --------- |
| Tim Erlandsson Andreas Linde Pa Konate Jacob Une Larsson Adam Lundqvist Alexander Milošević Joakim Nilsson Jonathan Stenbäcken Philip Stenmalm Lukas Nilsson Noah Sonko Sundberg Sebastian Starke Hedlund Astrit Ajdarević A Alexander Fransson Abdul Khalili Robin Quaison Ken Sema Muamer Tanković Simon Tibbling Mikael Ishak Jordan Larsson Valmir Berisha | mannen     | groepsfase | vierde    |

| Groep B |          |             |             |             |             |            |            |            |        |
| #       | Land     | Wedstrijden | Wedstrijden | Wedstrijden | Wedstrijden | Doelpunten | Doelpunten | Doelpunten | Punten |
| #       | Land     | G           | W           | G           | V           | V          | T          | Saldo      | Punten |
| 1       | Nigeria  | 3           | 2           | 0           | 1           | 6          | 6          | 0          | 6      |
| 2       | Colombia | 3           | 1           | 2           | 0           | 6          | 4          | +2         | 5      |
| 3       | Japan    | 3           | 1           | 1           | 1           | 7          | 7          | 0          | 4      |
| 4       | Zweden   | 3           | 0           | 1           | 2           | 2          | 4          | –2         | 1      |

| Ronde       | Datum | Lokale tijd | MEZT     | Plaats | Land | Score    | Land |
| ----------- | ----- | ----------- | -------- | ------ | ---- | -------- | ---- |
| Groepsfase  |       |             |          |        |      |          |      |
| 4 augustus  | 19:00 | 00:00       | Manaus   | Zweden | 2–2  | Colombia |      |
| 7 augustus  | 19:00 | 00:00       | Manaus   | Zweden | 0–1  | Nigeria  |      |
| 10 augustus | 19:00 | 00:00       | Salvador | Japan  | 1–0  | Zweden   |      |

#### Vrouwen
| Olympiër | Discipline | Resultaat | Prestatie |
| --- | ---------- | --------- | --------- |
| Hilda Carlén Hedvig Lindahl Jonna Andersson Emma Berglund Magdalena Ericsson Nilla Fischer Jessica Samuelsson Linda Sembrant Lisa Dahlkvist Elin Rubensson Olivia Schough Caroline Seger Kosovare Asllani Stina Blackstenius Sofia Jakobsson Fridolina Rolfö Lotta Schelin Emilia Appelqvist Pauline Hammarlund | vrouwen    |           |           |

| Groep E |             |             |             |             |             |            |            |            |        |
| #       | Land        | Wedstrijden | Wedstrijden | Wedstrijden | Wedstrijden | Doelpunten | Doelpunten | Doelpunten | Punten |
| #       | Land        | G           | W           | G           | V           | V          | T          | Saldo      | Punten |
| 1       | Brazilië    | 3           | 2           | 1           | 0           | 8          | 1          | +7         | 7      |
| 2       | China       | 3           | 1           | 1           | 1           | 2          | 3          | –1         | 4      |
| 3       | Zweden      | 3           | 1           | 1           | 1           | 2          | 5          | –3         | 4      |
| 4       | Zuid-Afrika | 3           | 0           | 1           | 2           | 0          | 3          | –3         | 1      |

| Ronde        | Datum       | Lokale tijd | MEZT           | Plaats         | Land             | Score          | Land      |
| ------------ | ----------- | ----------- | -------------- | -------------- | ---------------- | -------------- | --------- |
| Groepsfase   |             |             |                |                |                  |                |           |
| 3 augustus   | 13:00       | 18:00       | Rio de Janeiro | Zweden         | 1–0              | Zuid-Afrika    |           |
| 6 augustus   | 22:00       | 03:00       | Rio de Janeiro | Brazilië       | 5–1              | Zweden         |           |
| 9 augustus   | 22:00       | 03:00       | Brasilia       | China          | 0–0              | Zweden         |           |
| Kwartfinale  | 12 augustus | 13:00       | 18:00          | Brasilia       | Verenigde Staten | 1–1 (3–4 n.s.) | Zweden    |
| Halve finale | 16 augustus | 13:00       | 18:00          | Rio de Janeiro | Brazilië         | 0–0 (3–4 n.s.) | Zweden    |
| Finale       | 19 augustus | 17:30       | 22:30          | Rio de Janeiro | Zweden           | 1–2            | Duitsland |

### Wielersport

#### Mountainbike
| Olympiër       | Discipline | Resultaat | Prestatie    |
| -------------- | ---------- | --------- | ------------ |
| Jenny Rissveds | vrouwen    | Goud      | 1:30:16 (1e) |

#### Weg
| Olympiër          | Discipline       | Resultaat | Prestatie     |
| ----------------- | ---------------- | --------- | ------------- |
| Emilia Fahlin     | wegwedstrijd (v) | 27e       | 3:58:03 (27e) |
| Emma Johansson VS | wegwedstrijd (v) | Zilver    | 3:51:27 (2e)  |
| Sara Mustonen     | wegwedstrijd (v) | DNF       | DNF           |

### Worstelen

#### Vrije stijl
| Olympiër         | Discipline | Resultaat   | Prestatie |
| ---------------- | ---------- | ----------- | --- |
| Sofia Mattsson   | –53 kg (v) | Brons       | eerste ronde won van Odunayo Adekuoroye (5−0) kwartfinale won van Katarzyna Krawczyk (3−1) halve finale verloor van Helen Maroulis (0−5) bronzen finale won van Zhong Xuechun (5−0) |
| Johanna Mattsson | –58 kg (v) | voorronde   | voorronde verloor van Sakshi Malik (1−3) |
| Henna Johansson  | –63 kg (v) | kwartfinale | eerste ronde won van Adéla Hanzlíčková (4−0) kwartfinale verloor van Marjia Mamasjoek (1−3) herkansing verloor van Jekaterina Larionova (0−5)                                       |
| Jenny Fransson   | –69 kg (v) | Brons       | eerste ronde won van Signe Marie Store (3−0) kwartfinale won van Aline Focken (3−1) halve finale verloor van Sara Dosho (1−3) bronzen finale won van Dorothy Yeats (3−1)            |

#### Grieks-Romeins
| Olympiër      | Discipline  | Resultaat      | Prestatie |
| ------------- | ----------- | -------------- | --- |
| Zakarias Berg | –85 kg (m)  | voorronde      | voorronde verloor van Habibollah Akhlaghi (0−4) |
| Fredrik Schön | –98 kg (m)  | bronzen finale | voorronde won van Tsimafej Dzejnitsjenka (3−1) eerste ronde won van Balázs Kiss (3−1) kwartfinale won van Elis Guri (4−0) halve finale verloor van Yasmany Lugo (0−3) bronzen finale verloor van Ghasem Rezaei (1−3) |
| Johan Eurén   | –130 kg (m) | kwartfinale    | eerste ronde won van Ivan Popov (5−0) kwartfinale verloor van Mijaín López (0−3) herkansing verloor van Heiki Nabi (0−3)                                                                                             |

### Zeilen
| Olympiër                         | Discipline       | Resultaat | Prestatie                |
| -------------------------------- | ---------------- | --------- | ------------------------ |
| Jesper Stålheim                  | Laser (m)        | 16e       | totaal: 137 punten (16e) |
| Max Salminen                     | Finn (m)         | 6e        | totaal: 90 punten (6e)   |
| Fredrik Bergström Anton Dahlberg | 470 (m)          | 6e        | totaal: 106 punten (6e)  |
|                                  |                  |           |                          |
| Josefin Olsson                   | Laser Radial (v) | 6e        | totaal: 90 punten (6e)   |
| Lisa Ericson Hanna Klinga        | 49erFX (v)       | 11e       | totaal: 103 punten (11e) |

### Zwemmen
| Olympiër                                                       | Discipline             | Resultaat | Prestatie                                                                |
| -------------------------------------------------------------- | ---------------------- | --------- | ------------------------------------------------------------------------ |
| Erik Persson                                                   | 100 m schoolslag (m)   | 32e       | series: 1:01.20 (32e)                                                    |
| Erik Persson                                                   | 200 m schoolslag (m)   | 11e       | series: 2:10.15 (12e, NR) halve finale: 2:10.12 (11e, NR)                |
| Simon Sjödin                                                   | 200 m vlinderslag (m)  | 12e       | series: 1:56.46 (13e, NR) halve finale: 1:56.71 (12e)                    |
| Simon Sjödin                                                   | 200 m wisselslag (m)   | 16e       | series: 1:59.41 (10e) halve finale: 2:00.81 (16e)                        |
|                                                                |                        |           |                                                                          |
| Therese Alshammar VO                                           | 50 m vrije slag (v)    | 15e       | series: 24.73 (12e) halve finale: 24.72 (15e)                            |
| Sarah Sjöström                                                 | 50 m vrije slag (v)    | 13e       | series: 24.66 (10e) halve finale: 24.69 (13e)                            |
| Michelle Coleman                                               | 100 m vrije slag (v)   | DNS       | DNS                                                                      |
| Sarah Sjöström                                                 | 100 m vrije slag (v)   | Brons     | series: 53.37 (3e) halve finale: 53.16 (4e) finale: 52.99 (3e)           |
| Michelle Coleman                                               | 200 m vrije slag (v)   | 7e        | series: 1:56.54 (7e) halve finale: 1:56.05 (5e) finale: 1:56.27 (7e)     |
| Sarah Sjöström                                                 | 200 m vrije slag (v)   | Zilver    | series: 1:56.11 (3e) halve finale: 1:54.65 (1e) finale: 1:54.08 (2e, NR) |
| Sophie Hansson                                                 | 100 m schoolslag (v)   | 26e       | series: 1:08.67 (26e)                                                    |
| Jennie Johansson                                               | 100 m schoolslag (v)   | 9e        | series: 1:06.84 (10e) halve finale: 1:07.06 (9e)                         |
| Sophie Hansson                                                 | 200 m schoolslag (v)   | 26e       | series: 2:30.59 (26e)                                                    |
| Sarah Sjöström                                                 | 100 m vlinderslag (v)  | Goud      | series: 56.26 (1e) halve finale: 55.84 (1e, OR) finale: 55.48 (1e, WR)   |
| Louise Hansson                                                 | 100 m vlinderslag (v)  | 31e       | series: 59.73 (31e)                                                      |
| Stina Gardell                                                  | 200 m wisselslag (v)   | 29e       | series: 2:15.66 (29e)                                                    |
| Louise Hansson                                                 | 200 m wisselslag (v)   | 29e       | series: 2:15.66 (29e)                                                    |
| Michelle Coleman Louise Hansson Ida Marko Varga Sarah Sjöström | 4×100 m vrije slag (v) | 5e        | series: 3:36.42 (6e) finale: 3:35.90 (5e)                                |
| Michelle Coleman Louise Hansson Ida Marko Varga Sarah Sjöström | 4×200 m vrije slag (v) | 5e        | series: 7:53.43 (8e) finale: 7:50.26 (5e)                                |
| Jennie Johansson Ida Lindborg Sarah Sjöström                   | 4×100 m wisselslag (v) | 9e        | series: 3:59.45 (9e)                                                     |

Afghanistan · Albanië · Algerije · Amerikaanse Maagdeneilanden · Amerikaans-Samoa · Andorra · Angola · Antigua en Barbuda · Argentinië · Armenië · Aruba · Australië · Azerbeidzjan · Bahama's · Bahrein · Bangladesh · Barbados · België · Belize · Benin · Bermuda · Bhutan · Bolivia · Bosnië en Herzegovina · Botswana · Brazilië · Britse Maagdeneilanden · Brunei · Bulgarije · Burkina Faso · Burundi · Cambodja · Canada · Centraal-Afrikaanse Republiek · Chili · China · Chinees Taipei · Colombia · Comoren · Congo-Brazzaville · Congo-Kinshasa · Cookeilanden · Costa Rica · Cuba · Cyprus · Denemarken · Djibouti · Dominica · Dominicaanse Republiek · Duitsland · Ecuador · Egypte · El Salvador · Equatoriaal-Guinea · Eritrea · Estland · Ethiopië · Fiji · Filipijnen · Finland · Frankrijk · Gabon · Gambia · Georgië · Ghana · Grenada · Griekenland · Groot-Brittannië · Guam · Guatemala · Guinee · Guinee‑Bissau · Guyana · Haïti · Honduras · Hongarije · Hongkong · Ierland · IJsland · India · Indonesië · Irak · Iran · Israël · Italië · Ivoorkust · Jamaica · Japan · Jemen · Jordanië · Kaaimaneilanden · Kaapverdië · Kameroen · Kazachstan · Kenia · Kirgizië · Kiribati · Kosovo · Kroatië · Laos · Lesotho · Letland · Libanon · Liberia · Libië · Liechtenstein · Litouwen · Luxemburg · Macedonië · Madagaskar · Malawi · Malediven · Maleisië · Mali · Malta · Marshalleilanden · Marokko · Mauritanië · Mauritius · Mexico · Micronesië · Moldavië · Monaco · Mongolië · Montenegro · Mozambique · Myanmar · Namibië · Nauru · Nederland · Nepal · Nicaragua · Nieuw-Zeeland · Niger · Nigeria · Noord-Korea · Noorwegen · Oeganda · Oekraïne · Oezbekistan · Oman · Oostenrijk · Oost-Timor · Pakistan · Palau · Palestina · Panama · Papoea-Nieuw-Guinea · Paraguay · Peru · Polen · Portugal · Puerto Rico · Qatar · Roemenië · Rusland · Rwanda · Saint Kitts en Nevis · Saint Lucia · Saint Vincent en Grenadines · Salomonseilanden · Samoa · San Marino · Sao Tomé en Principe · Saoedi-Arabië · Senegal · Servië · Seychellen · Sierra Leone · Singapore · Slovenië · Slowakije · Soedan · Somalië · Spanje · Sri Lanka · Suriname · Swaziland · Syrië · Tadzjikistan · Tanzania · Thailand · Togo · Tonga · Trinidad en Tobago · Tsjaad · Tsjechië · Tunesië · Turkije · Turkmenistan · Tuvalu · Uruguay · Vanuatu · Venezuela · Verenigde Arabische Emiraten · Verenigde Staten · Vietnam · Wit-Rusland · Zambia · Zimbabwe · Zuid-Afrika · Zuid-Korea · Zuid-Soedan · Zweden · Zwitserland
Individuele Olympische Atleten · Olympisch vluchtelingenteam